# 1254

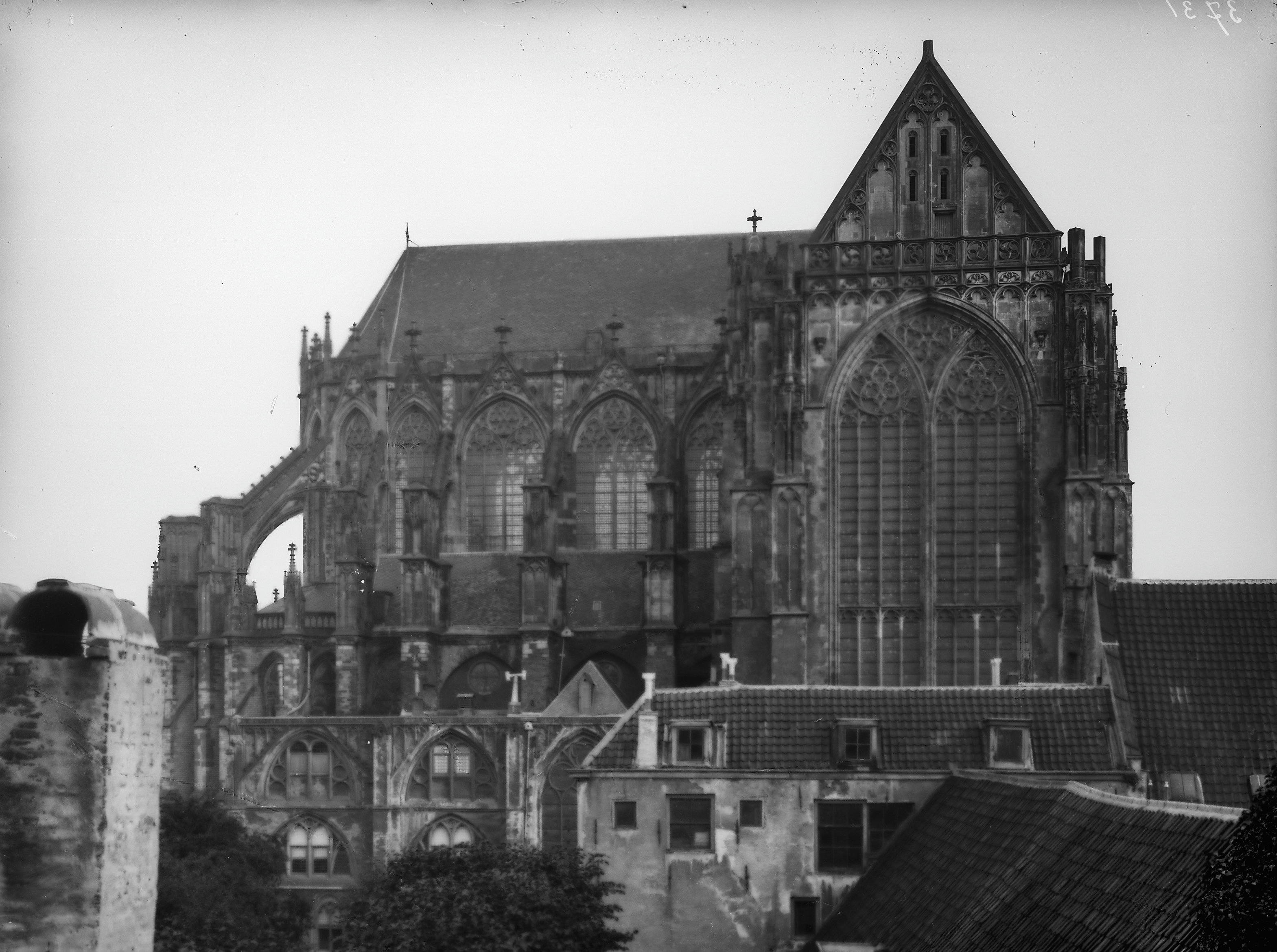
Domkerk, Utrecht. Bouw begonnen 1254

Het jaar 1254 is het 54e jaar in de 13e eeuw volgens de christelijke jaartelling.

## Gebeurtenissen
- Slag bij Adrianopel: De Byzantijnen van het keizerrijk van Nicea onder Theodoros II Laskaris verslaan de Bulgaren onder Michael II Asen, die daarmee worden geblokkeerd in hun pogingen hun verloren gebied in Thracië terug te winnen.
- 3 april - Verdrag van Ofen tussen Bela IV van Hongarije en Ottokar II van Bohemen, hertog van Oostenrijk. Stiermarken komt toe aan Hongarije, maar het Traunviertel gaat over van Stiermarken op Oostenrijk.
- Stadsrechten voor: Alkmaar (11 juni), Grieth, Maribor
- In Utrecht wordt de bouw van de Domkerk begonnen nadat zijn voorganger in de grote stadsbrand van het voorgaande jaar verwoest was.
- Lodewijk IX komt terug in Frankrijk van de Zevende Kruistocht.
  - In Frankrijk wordt de prostitutie volledig verboden.
- oktober - Eduard I van Engeland trouwt met Eleonora van Castilië.
- Willem van Rubroeck verblijft aan het hof van Möngke Khan
- oudst bekende vermelding: Erpekom

## Opvolging
- Dominicanen - Humbert de Romans in opvolging van Raymundus van Peñafort
- Duitsland - Koenraad IV opgevolgd door tegenkoning Willem II van Holland
- Nevers - Yolande opgevolgd door haar dochter Mathilde II van Bourbon
- Nicea - Johannes III Doukas Vatatzes opgevolgd door zijn zoon Theodoros II Laskaris
- paus (12 december) - Paus Innocentius IV opgevolgd door Rinaldo Conti als Alexander IV
- Sicilië, Jeruzalem en Zwaben - Koenraad IV opgevolgd door zijn zoon Konradijn
- Sleeswijk - Waldemar III in opvolging van zijn vader Abel van Denemarken

## Afbeeldingen

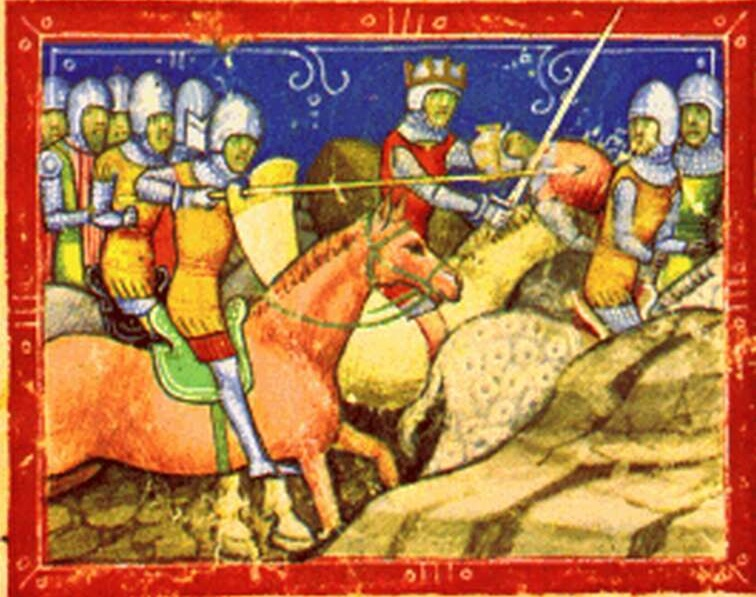
strijd tussen Bela IV en Ottokar II voor het verdrag van Ofen
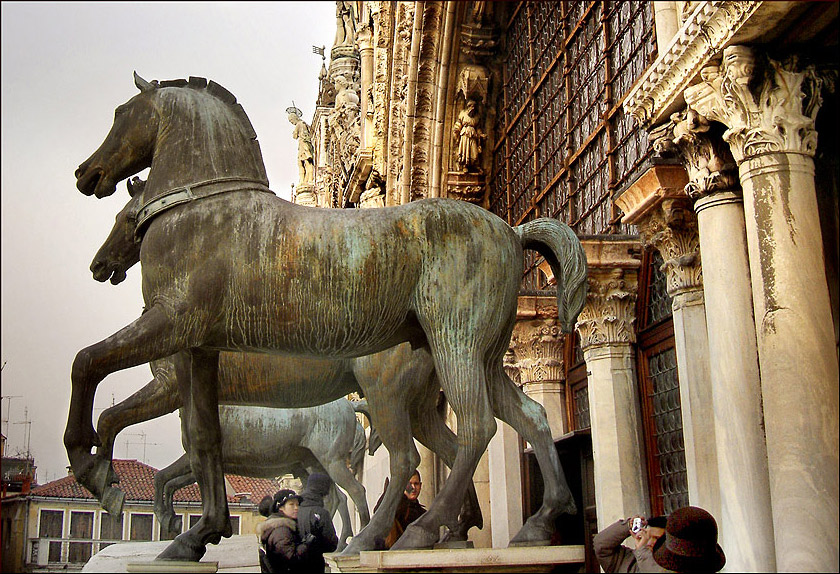
Paarden van San Marco, Venetië. In 1254 op de Basiliek van San Marco geïnstalleerd.
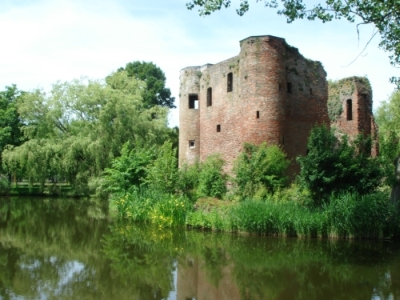
Kasteel Ravesteyn, gebouwd 1254
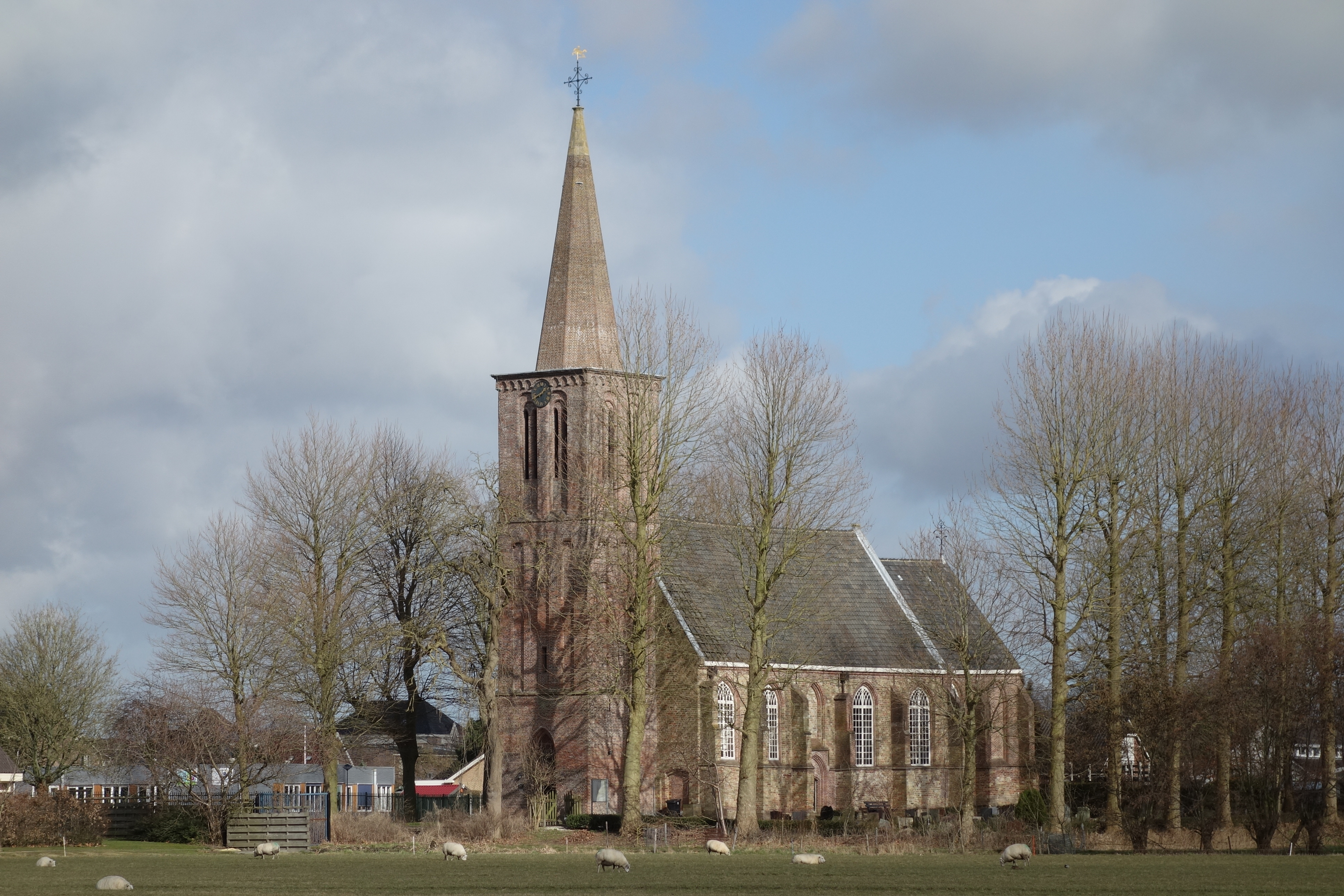
De kerk in het Noord-Hollandse Zwaag wordt als (tuf)stenen kerk vermeld
Alkmaar krijgt stadsrechten en mag een wapen voeren

## Geboren
- 13 mei - Maria van Brabant, echtgenote van Filips III van Frankrijk
- 24 juni - Floris V, graaf van Holland en Zeeland (1256-1296)
- Karel II, koning van Napels (1285-1309)
- Marco Polo, Venetiaans handelaar en ontdekkingsreiziger (jaartal bij benadering)

## Overleden
- 21 mei - Koenraad IV (26), koning van Duitsland, Sicilië en Jeruzalem (1250-1254)
- mei - Hendrik Otto (16), Duits prins
- 3 november - Johannes III Doukas Vatatzes (~62), keizer van Nicea (1222-1254)
- 7 december - paus Innocentius IV (1243-1254)
- Yolande (~33), gravin van Nevers